# Championnat d'Aruba de football 2010-2011
Navigation
Saison précédente Saison suivante
La saison 2010-2011 du Championnat d'Aruba de football est la vingt-cinquième édition de la Division di Honor, le championnat de première division à Aruba. Les dix meilleures équipes de l'île sont regroupées au sein d’une poule unique où elles s’affrontent au cours de plusieurs phases, avec des qualifications successives, jusqu'à la finale nationale. En fin de saison, le dernier du classement est relégué tandis que les 8e et 9e doivent prendre part à une poule de promotion-relégation.
C'est le SV Racing Club Aruba qui est sacré cette saison après avoir battu le SV Deportivo Nacional en finale. Il s’agit du douzième titre de champion d'Aruba de l’histoire du club.

## Les clubs participants
- SV Racing Club Aruba
- SV Britannia
- Sv Independiente Caravel - Promu de Division Uno
- SV Deportivo Nacional
- SV Bubali
- SV Juventud Tanki Leendert - Promu de Division Uno
- River Plate Aruba
- SV Estrella
- SV La Fama
- SV Sporting - Promu de Division Uno

## Compétition
Le barème utilisé pour établir le classement est le suivant :
- Victoire : 3 points
- Match nul : 1 point
- Défaite : 0 point

### Saison régulière
| Rang | Équipe                      | Pts | J  | G  | N | P  | Bp | Bc | Diff |
| ---- | --------------------------- | --- | -- | -- | - | -- | -- | -- | ---- |
| 1    | SV Racing Club Aruba        | 43  | 18 | 13 | 4 | 1  | 44 | 13 | +31  |
| 2    | SV Britannia'T'C            | 41  | 18 | 13 | 2 | 3  | 57 | 19 | +38  |
| 3    | SV Deportivo Nacional       | 35  | 18 | 10 | 5 | 3  | 31 | 19 | +12  |
| 4    | SV La Fama                  | 34  | 18 | 11 | 1 | 6  | 29 | 23 | +6   |
| 5    | SV Bubali                   | 30  | 17 | 8  | 6 | 3  | 47 | 22 | +25  |
| 6    | SV Estrella                 | 23  | 18 | 7  | 2 | 9  | 28 | 28 | 0    |
| 7    | SV Independiente CaravelP   | 16  | 18 | 4  | 4 | 10 | 19 | 40 | -21  |
| 8    | River Plate Aruba           | 13  | 18 | 3  | 4 | 11 | 15 | 34 | -19  |
| 9    | SV Juventud Tanki LeendertP | 12  | 18 | 3  | 3 | 12 | 31 | 53 | -22  |
| 10   | SV SportingP                | 4   | 17 | 1  | 1 | 15 | 12 | 62 | -50  |

|  | Qualification pour le Calle 4                                                   |
|  | Participation à la poule de promotion-relégation                                |
|  | Relégation directe en Division Uno                                              |
|  | T : Tenant du titre C : Vainqueur de la Coupe d'Aruba P : Promu de Division Uno |

### Calle 4
| Rang | Équipe                | Pts | J | G | N | P | Bp | Bc | Diff |  | Résultats (▼ dom., ► ext.) | Rac | DNa | Bri | LaF |
| ---- | --------------------- | --- | - | - | - | - | -- | -- | ---- |  | -------------------------- | --- | --- | --- | --- |
| 1    | SV Racing Club Aruba  | 10  | 6 | 3 | 1 | 2 | 8  | 5  | +3   |  | SV Racing Club Aruba       |     | 0-1 | 1-0 | 0-0 |
| 2    | SV Deportivo Nacional | 9   | 6 | 2 | 3 | 1 | 6  | 5  | +1   |  | SV Deportivo Nacional      | 2-0 |     | 0-2 | 1-1 |
| 3    | SV Britannia'T'C      | 7   | 6 | 2 | 1 | 3 | 8  | 6  | +2   |  | SV Britannia'T'C           | 1-2 | 1-1 |     | 1-2 |
| 4    | SV La Fama            | 6   | 6 | 1 | 3 | 2 | 5  | 11 | -6   |  | SV La Fama                 | 1-5 | 1-1 | 0-3 |     |

|  | Qualification pour la finale nationale                |
|  | T : Tenant du titre C : Vainqueur de la Coupe d'Aruba |

### Finale nationale
| Équipe 1             | Résultat | Équipe 2              | Aller | Retour | Appui |
| -------------------- | -------- | --------------------- | ----- | ------ | ----- |
| SV Racing Club Aruba | 2 - 1    | SV Deportivo Nacional | 1 - 0 | 0 - 1  | 1 - 0 |

### Poule de promotion-relégation
Les 8e et 9e de Division di Honor affrontent les 2e et 3e de Division Uno en barrage pour attribuer les deux dernières places en première division la saison prochaine. Chaque club rencontre deux fois tous ses adversaires. Les deux clubs de l'élite terminent aux deux premières places et se maintiennent.

## Bilan de la saison
| Championnat d'Aruba de football 2010-2011 |                                  |
| Champion                                  | SV Racing Club Aruba (12e titre) |
| Coupes et trophées                        |                                  |
| Vainqueur de la Coupe d'Aruba 2010-2011   | SV Britannia                     |
| Qualifications continentales              |                                  |
| CFU Club Championship 2012                | Aucun                            |
| Promotions et relégations                 |                                  |
| Promus en Division di Honor               | SV Dakota                        |
| Relégués en Division Uno                  | SV Sporting                      |